# Ada rolandoi
Ada rolandoi es una orquídea epífita originaria de Perú.

## Características
Es una planta de tamaño mediano, que prefiere el clima cálido y cada vez más fresco. Es epífita. Tiene pequeños pseudobulbos agrupados, estrechamente oblongo-elípticos, comprimidos lateralmente, con ranuras longitudinales y  parcialmente envueltos  en varios pares de vainas con una sola hoja apical, oblanceolada, aguda, que aparece a continuación  de los alargados peciolos. Produce una inflorescencia basal, erecta, arqueada en forma de racimo con  6 a 10 flores de 7.5 cm de largo que se producen desde un pseudobulbo maduro. Florece en el otoño.

## Distribución y hábitat
Se encuentra en Perú en el departamento de Pasco en lugares con clima frío y húmedo de montaña en la parte inferior de los bosques nubosos en alturas en torno a 1850 m s. n. m.

## Taxonomía
Ada rolandoi fue descrita por D.E.Benn. & Christenson y publicado en Brittonia 46(3): 228–230, f. 1. 1994.
Etimología
Ver: Ada, Etimología
rolandoi: epíteto que significa el "Ada de Rolando".
Sinonimia
Los siguientes nombres se consideran sinónimos de Ada rolandoi:
- Brassia rolandoi (D.E.Benn. & Christenson) Senghas 1997[3][4]